# Nonidas

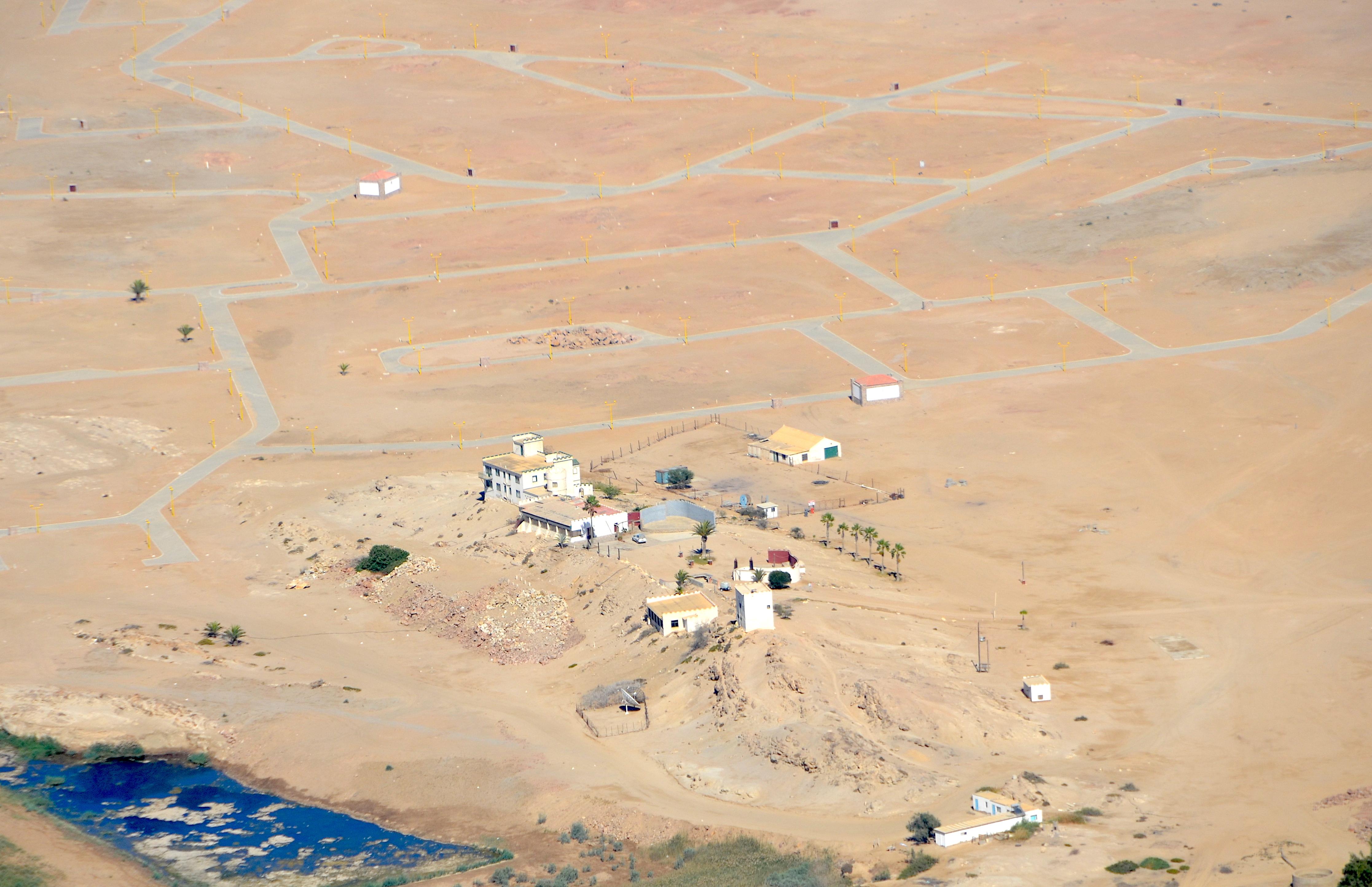
Ehemaliges Burghotel Nonidas aus der Vogelperspektive (2017)

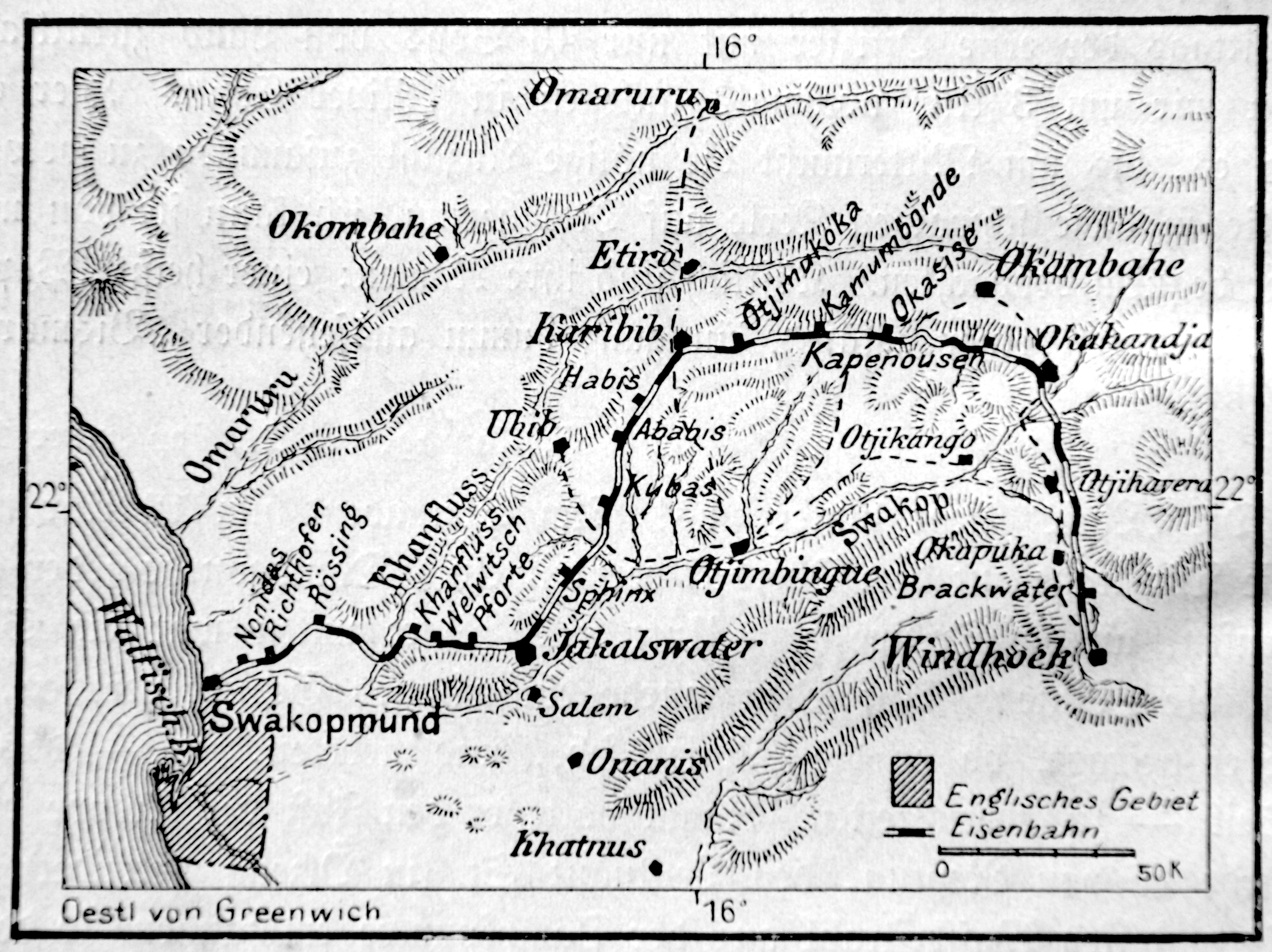
Nonodas Bahnstation auf einer Karte vor 1904

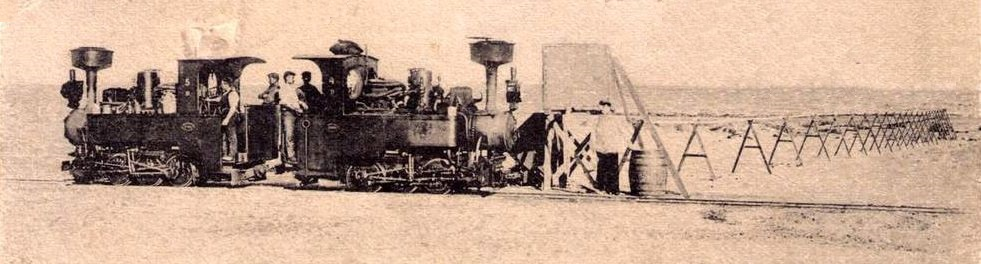
Nonidas (Deutsch-Südwestafrika), Wasserleitung aus dem Swakop

Nonidas ist ein stillgelegter Bahnhof 9,85 Kilometer östlich von Swakopmund und 184,41 Kilometer westlich von Karibib in Namibia an der stillgelegten Bahnstrecke Swakopmund–Windhoek.

## Lage
Die Lage des Bahnhofes wurde gewählt, weil dies die erste Wasserstelle auf dem Weg von Swakopmund nach Windhoek war. Das Wasser wurde aus dem Fluss Swakop, der 500 Meter entfernt verläuft, mithilfe einer teilweise aufgeständerten Rohrleitung zugeführt. Die heutige Bahnstrecke der Otavibahn mit 1067 Millimeter (3 Fuß 6 Zoll) Kapspur verläuft auf einer neuen Trasse etwas weiter nördlich über Namib.

## Geschichte
Um 1700 wurde „Hunidas“, das heutige Nonidas, als Wasserstelle der Bergdama erstmals schriftlich erwähnt. Um 1750 residierte der Herero-Häuptling Tjiponda dort vorübergehend. Der Großwildjäger Pieter Pienaar aus der Nähe von Kapstadt erforschte als erster Europäer das Swakoptal und berichtete von Nashörnern, Elefanten, Büffeln, Löwen und Antilopen. Das Flussbett führte auch in Trockenzeiten stets ausreichend Grundwasser und war an einigen Stellen dicht bewachsen. Durch das als Weide genutzte Tal verlief der Baiweg, eine wichtige Route von Walvis Bay (damals: Walfischbucht) über Nonidas bis Windhoek. Bereits 1892 ließ Hauptmann Curt von Francois in Nonidas eine Polizei- und Zollstation einrichten, um die Transporte aus Walfischbucht zu überwachen, die mit einem Unteroffizier und einem Reiter besetzt war.
Nach dem Bau der Eisenbahn wurde 1898 eine Schlachterei Köstens erwähnt. Der bereits 1903 schriftlich erwähnte Gartenbetrieb mit Gasthaus Märtens wurde 1906 von Wilhelm Brock übernommen. Aus dem Jahr 1904 gibt es Berichte über das Gasthaus Levermann mit Kegelbahn und aus dem Jahr 1907 Berichte über die Schlachterei Hauck. Es gab in Nonidas sogar ein jährliches Pferderennen.
Nach dem Ausbruch des Ersten Weltkrieges wurden ab Ende 1914 die Bahngleise abgebaut. Anfang 1915 stationierte General Louis Botha seine Truppen bei Nonidas. An der Stelle der früheren Polizeistation auf einem kleinen Hügel errichteten Renate und Fritz Stiemert in jahrelanger Arbeit von 1964 bis 1982 das Burghotel Nonidas, das Zentrum des geplanten Heritage-Hill-Wohngebietes.